# Astronautgrupp 13

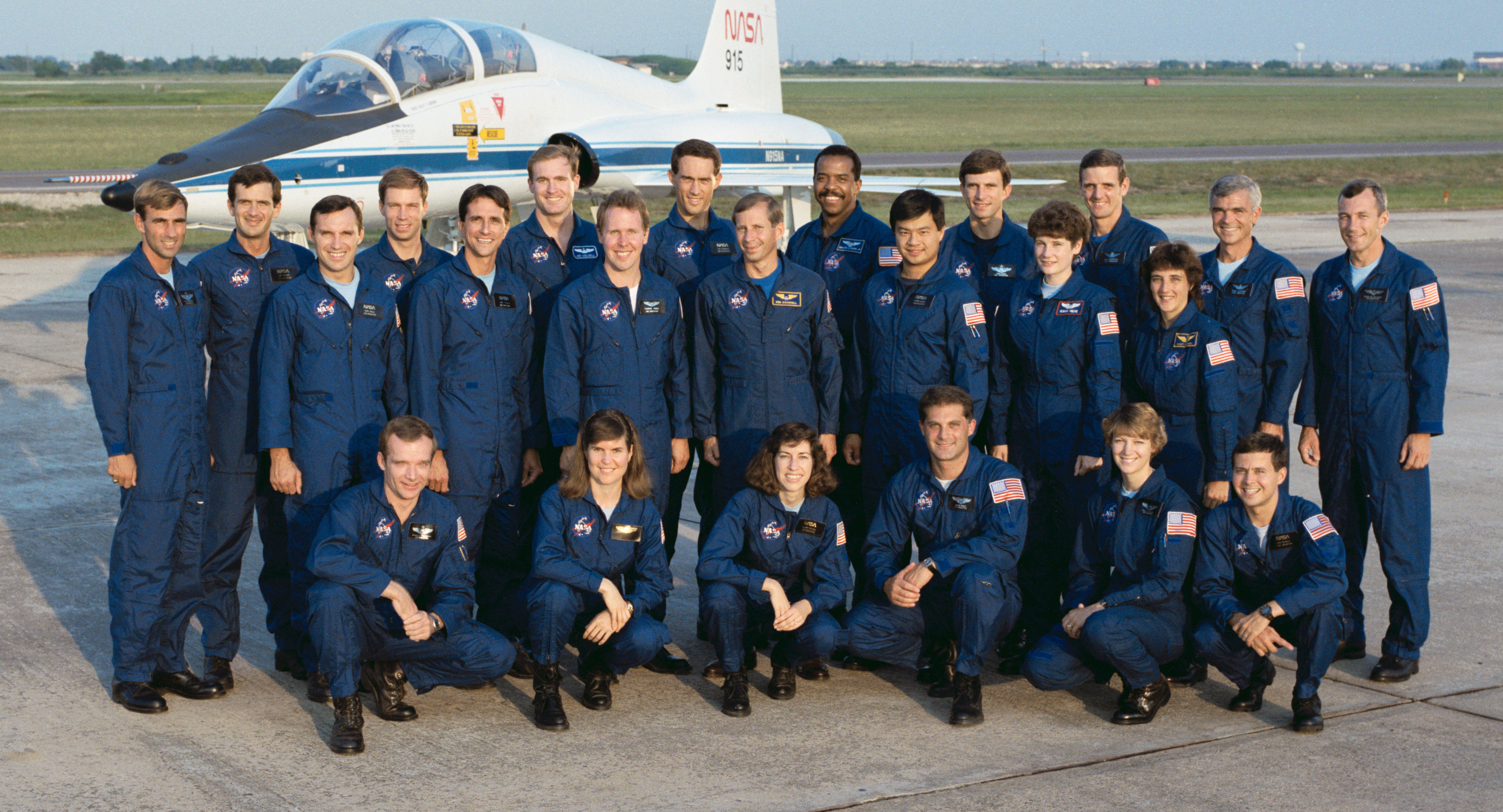
Astronautgrupp 13

Astronautgrupp 13 togs ut 17 januari 1990.

## Rymdfararna
| Namn                | Flygning                                                 | Notering |
| ------------------- | -------------------------------------------------------- | -------- |
| Daniel W. Bursch    | STS-51, STS-68, STS-77, STS-108, ISS-4, STS-111          |          |
| Leroy Chiao         | STS-65, STS-72, STS-92, Sojuz TMA-5, ISS-10              |          |
| Michael R. Clifford | STS-53, STS-59, STS-76                                   |          |
| Kenneth D. Cockrell | STS-56, STS-69, STS-80, STS-98, STS-111                  |          |
| Eileen Collins      | STS-63, STS-84, STS-93, STS-114                          |          |
| Nancy J. Currie     | STS-57, STS-70, STS-88, STS-109                          |          |
| William G. Gregory  | STS-67                                                   |          |
| James D. Halsell    | STS-65, STS-74, STS-83, STS-94, STS-101                  |          |
| Bernard A. Harris   | STS-55, STS-63                                           |          |
| Susan J. Helms      | STS-54, STS-64, STS-78, STS-101, STS-102, ISS-2, STS-105 |          |
| Thomas D. Jones     | STS-59, STS-68, STS-80, STS-98                           |          |
| William S. McArthur | STS-58, STS-74, STS-92, Sojuz TMA-7, ISS-12              |          |
| James H. Newman     | STS-51, STS-69, STS-88, STS-109                          |          |
| Ellen Ochoa         | STS-56, STS-66, STS-96, STS-110                          |          |
| Charles J. Precourt | STS-55, STS-71, STS-84, STS-91                           |          |
| Richard A. Searfoss | STS-58, STS-76, STS-90                                   |          |
| Ronald M. Sega      | STS-60, STS-76                                           |          |
| Donald A. Thomas    | STS-65, STS-70, STS-83, STS-94                           |          |
| Carl E. Walz        | STS-51, STS-65, STS-79, STS-108, ISS-4, STS-111          |          |
| Terrence W. Wilcutt | STS-68, STS-79, STS-89, STS-106                          |          |
| Peter Wisoff        | STS-57, STS-68, STS-81, STS-92                           |          |
| David A. Wolf       | STS-58, STS-86, STS-89, STS-112, STS-127                 |          |
| Janice E. Voss      | STS-57, STS-63, STS-83, STS-94, STS-99                   |          |